# Wheatus
I Wheatus sono un gruppo musicale statunitense pop punk, noti soprattutto per il brano musicale del 2000 Teenage Dirtbag.

## Storia
I Wheatus vengono fondati nel 1995 da Brendan B. Brown. Brown aveva scritto alcune canzoni, e ottenne l'aiuto di suo fratello Peter alla batteria, di Philip Jimenez alla tastiera e di Rich Liegey al basso (sarà in seguito sostituito da Mike McCabe dopo la pubblicazione del primo album Wheatus). Nel 1999 ottengono un contratto con la Columbia Records, anche grazie all'aiuto del loro manager Ray Maiello. Il loro singolo di debutto si rivelerà essere anche il maggior successo nella loro carriera: Teenage Dirtbag arriverà sino alla seconda posizione nel Regno Unito e sarà inclusa nella colonna sonora del film American School.
Nel 2003 viene pubblicato Hand Over Your Loved Ones, secondo album della band con alcuni nuovi elementi nella formazione del gruppo, come Michael Bellar alle tastiere. L'album tuttavia non ottiene particolare successo, nonostante venga rilanciato nel 2005 con il titolo Suck Fony dalla loro etichetta discografica, la Montauk Mantis. In questo periodo la band ottiene un nuovo contratto con la Warner Bros. ed interpreta un brano per la colonna sonora del film d'animazione Le avventure di Jackie Chan.
Nel 2005 il bassista Mike McCabe viene sostituito da Nicolas diPierro, mentre Michael Bellar viene sostituito da Gerard Hoffmann. Nel corso dei periodi successivi comunque la formazione cambia continuamente. I Wheatus girano il Regno Unito con diversi concerti, partecipano alla colonna sonora del film April Showers ed alla fine nel 2009 pubblicano l'EP Pop, Songs & Death: Vol. 1 The Lightning EP, scaricabile gratuitamente dal loro sito internet dietro un'offerta libera. Il gruppo ha annunciato anche la pubblicazione di un secondo EP intitolato Pop, Songs, and Death: Vol. 2 The Jupiter EP.

## Membri del gruppo
- Brendan B. Brown - voce, chitarra
- Kevin Joaquin Garcia - batteria
- Matthew Milligan - basso
- Gerard Charles Hoffmann - tastiera
- Johanna Cranitch - voce d'accompagnamento
- Georgia Haege - voce d'accompagnamento

### Ex-membri del gruppo
- Rich Liegey – basso
- Vanessa Jimenez – voce d'accompagnamento
- Philip Jimenez – vari strumenti
- Shannon Patrick Harris – tastiera
- Mike Joseph McCabe – basso
- Michael Bellar – tastiera
- Nicolas diPierro – basso
- Peter McCarrick Brown – batteria
- Kathryn Elizabeth Froggatt – voce d'accompagnamento
- Constance Renda – voce d'accompagnamento
- Elizabeth Grace Brown – voce d'accompagnamento
- Melissa Heselton – voce d'accompagnamento

## Discografia

### Album
- Wheatus (2000) numero 7 UK
- Hand Over Your Loved Ones (2003)
- Suck Fony (2005, ri-pubblicazione di Hand Over Your Loved Ones con due nuove canzoni e ordine diverso)
- TooSoonMonsoon (2005)
- Pop, Songs & Death: The Lightning EP (2009)
- Pop, Songs & Death: Vol. 2 The Jupiter EP (2010)
- The Valentine LP (2013)

### Singoli
| Anno | Singoli                            | UK | U.S. Modern Rock | AUS | NET | NZ | AUT | FIN | SWE | Album                                            |
| ---- | ---------------------------------- | -- | ---------------- | --- | --- | -- | --- | --- | --- | ------------------------------------------------ |
| 2000 | Teenage Dirtbag                    | 2  | 7                | 1   | 14  | 27 | 1   | 9   | 22  | Wheatus                                          |
| 2001 | A Little Respect                   | 3  | —                | —   | —   | 41 | 19  | —   | —   | Wheatus                                          |
| 2002 | Wannabe Gangstar / Leroy           | 22 | —                | —   | —   | —  | —   | —   | —   | Wheatus                                          |
| 2003 | American in Amsterdam              | 59 | —                | —   | —   | —  | —   | —   | —   | Hand Over Your Loved Ones / Suck Fony            |
| 2003 | Lemonade                           | —  | —                | —   | —   | —  | —   | —   | —   | Hand Over Your Loved Ones / Suck Fony            |
| 2005 | BMX Bandits                        | —  | —                | —   | —   | —  | —   | —   | —   | TooSoonMonsoon                                   |
| 2006 | The London Sun                     | —  | —                | —   | —   | —  | —   | —   | —   | TooSoonMonsoon                                   |
| 2008 | Something Good                     | —  | —                | —   | —   | —  | —   | —   | —   | TooSoonMonsoon                                   |
| 2008 | Change The World (Black Precedent) | —  | —                | —   | —   | —  | —   | —   | —   | Change The World (Black Precedent) - single edit |
| 2008 | Real Girl                          | —  | —                | —   | —   | —  | —   | —   | —   | Pop, Songs & Death: The Lightning EP             |

### iTunes exclusive EPs
- Lemonade (2004)
- Live at XM (2004)
- The London Sun (2006)